# Door County
Das Door County ist ein County im US-amerikanischen Bundesstaat Wisconsin. Im Jahr 2010 hatte das County 30.066 Einwohner und eine Bevölkerungsdichte von 24,1 Einwohnern pro Quadratkilometer. Der Verwaltungssitz (County Seat) ist Sturgeon Bay, das nach der Sturgeon Bay der Green Bay benannt wurde. Das County bietet viele Touristenattraktionen.

## Geografie
Das Door County liegt im Osten Wisconsins am Michigansee. Es liegt im Nordosten der Door-Halbinsel, die die Green Bay vom eigentlichen Michigansee trennt. Daneben gehören noch einige Inseln im Michigansee und Green Bay zum County, deren größte Washington Island ist.
Das County hat eine Fläche von 6138 Quadratkilometern, wovon 4888 Quadratkilometer Wasserfläche sind.
An das Door County grenzen zu Wasser und zu Lande folgende Nachbarcountys:
| Menominee County MIS Marinette CountyS | Delta County MIS |  |
| Oconto CountyS                         |                  |  |
|                                        | Kewaunee CountyL |  |

S – Seegrenze

L – Landgrenze

## Geschichte
Das Door County wurde 1851 aus Teilen des Brown County gebildet. Der Name leitet sich von der gefährlichen Meerenge zwischen der Door-Halbinsel und Washington Island ab, die von Schiffswracks gesäumt ist. Die Franzosen haben diese Stelle Porte des Morts genannt, später dann door of the dead, woraus sich dann Door County entwickelte.

## Bevölkerung

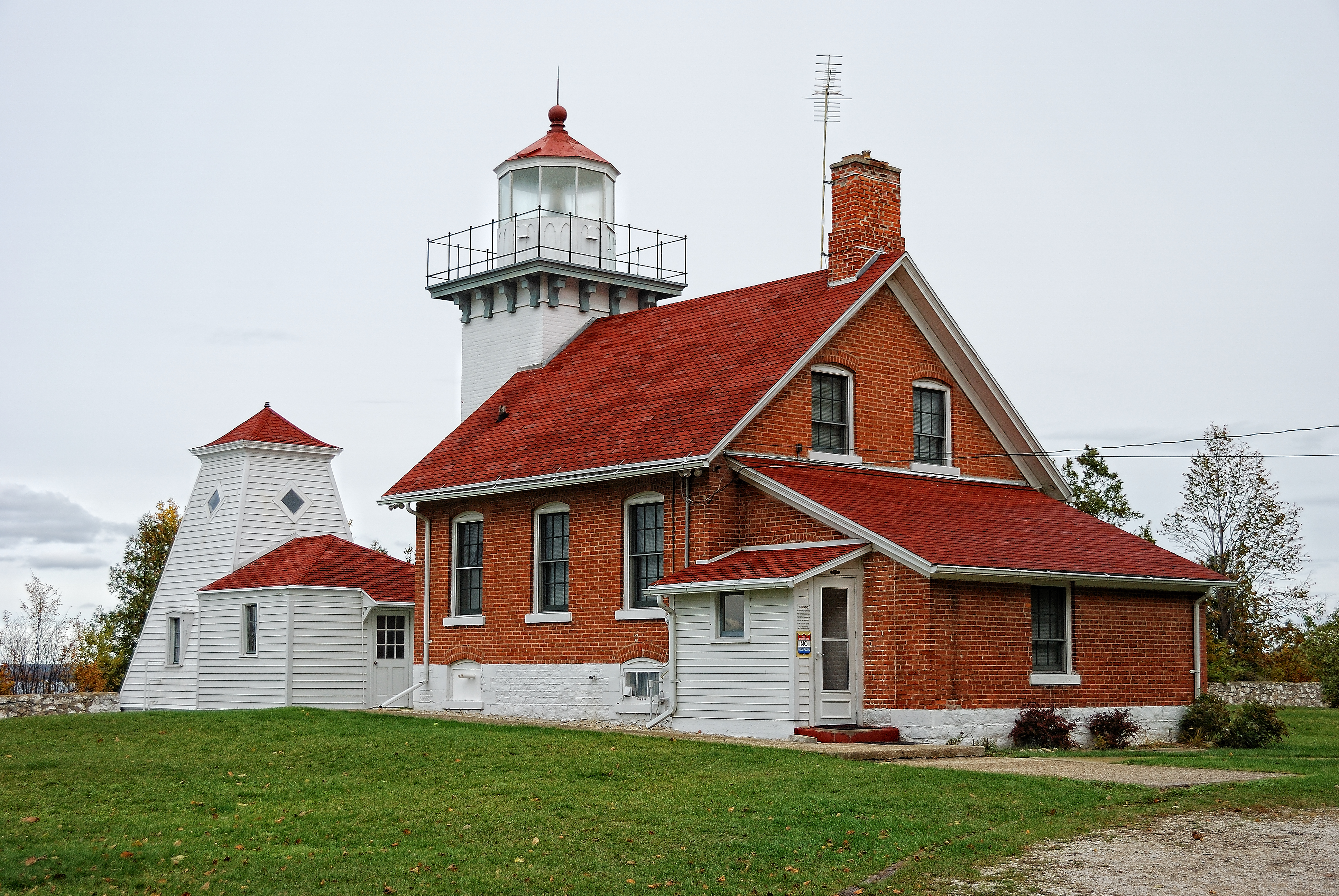
Leuchtturm Sherwood Point, gelistet im NRHP

Nach der Volkszählung im Jahr 2010 lebten im Door County 27.785 Menschen in 13.695 Haushalten. Die Bevölkerungsdichte betrug 22,2 Einwohner pro Quadratkilometer. In den 13.695 Haushalten lebten statistisch je 2,01 Personen.
Ethnisch betrachtet setzte sich die Bevölkerung zusammen aus 97,2 Prozent Weißen, 0,6 Prozent Afroamerikanern, 0,7 Prozent amerikanischen Ureinwohnern, 0,5 Prozent Asiaten sowie aus anderen ethnischen Gruppen; 1,0 Prozent stammten von zwei oder mehr Ethnien ab. Unabhängig von der ethnischen Zugehörigkeit waren 2,7 Prozent der Bevölkerung spanischer oder lateinamerikanischer Abstammung.
17,6 Prozent der Bevölkerung waren unter 18 Jahre alt, 57,9 Prozent waren zwischen 18 und 64 und 24,5 Prozent waren 65 Jahre oder älter. 50,7 Prozent der Bevölkerung war weiblich.

Das jährliche Durchschnittseinkommen eines Haushalts lag bei 48.707 USD. Das Pro-Kopf-Einkommen betrug 30.509 USD. 11,4 Prozent der Einwohner lebten unterhalb der Armutsgrenze.

## Ortschaften im Door County

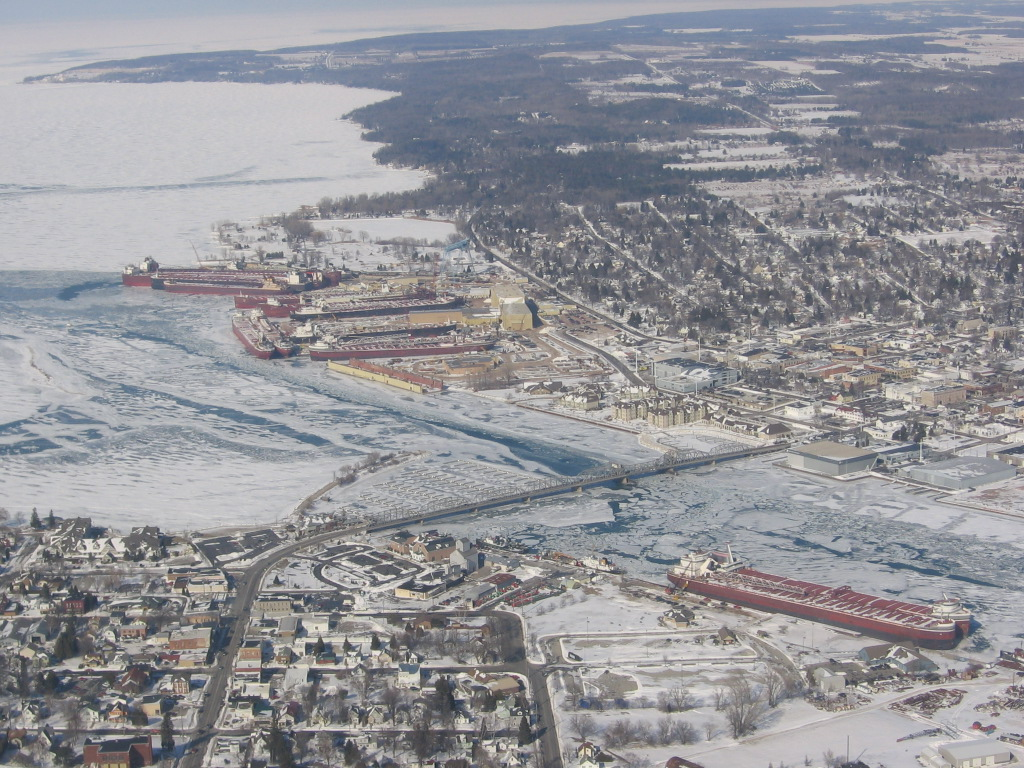
Die Brücke der Michigan-Straße über die Sturgeon Bay

City
- Sturgeon Bay

Villages
- Egg Harbor
- Ephraim
- Forestville
- Sister Bay

Census-designated places (CDP)
- Baileys Harbor
- Ellison Bay
- Little Sturgeon

Unincorporated Communities
| - Brussels - Carlsville - Carnot - Detroit Harbor - Fish Creek | - Gills Rock - Idlewild - Institute - Jacksonport - Juddville | - Kolberg - Maplewood - Namur - North Bay - Northport | - Peninsula Center - Rosiere1 - Rowleys Bay - Salona - Shoemaker Point | - Valmy - Vignes - Washington - West Jacksonport - Whitefish Bay |

1 – teilweise im Kewaunee County

## Gliederung
Das Door County ist neben der einen City und den vier Villages in 14 Towns eingeteilt:
| Town                   | Einwohner (2010) | FIPS     |
| ---------------------- | ---------------- | -------- |
| Town of Baileys Harbor | 1022             | 55-04325 |
| Town of Brussels       | 1136             | 55-10700 |
| Town of Clay Banks     | 0382             | 55-15025 |
| Town of Egg Harbor     | 1342             | 55-22875 |
| Town of Forestville    | 1096             | 55-26650 |
| Town of Gardner        | 1194             | 55-28300 |
| Town of Gibraltar      | 1021             | 55-28950 |

| Town                  | Einwohner (2010) | FIPS     |
| --------------------- | ---------------- | -------- |
| Town of Jacksonport   | 0705             | 55-37750 |
| Town of Liberty Grove | 1734             | 55-43925 |
| Town of Nasewaupee    | 2061             | 55-55500 |
| Town of Sevastopol    | 2628             | 55-72600 |
| Town of Sturgeon Bay  | 0818             | 55-77900 |
| Town of Union         | 0999             | 55-81525 |
| Town of Washington    | 0708             | 55-83600 |

## Klima
|                       | Jan | Feb | Mär | Apr | Mai | Jun | Jul | Aug | Sep | Okt | Nov | Dez |   |      |
| Mittl. Tagesmax. (°C) | −6  | −8  | 1   | 9   | 13  | 18  | 21  | 20  | 19  | 11  | 7   | −2  | ⌀ | 8,7  |
| Mittl. Tagesmin. (°C) | −8  | −15 | −4  | −2  | 3   | 9   | 12  | 15  | 12  | 3   | 1   | −2  | ⌀ | 2,1  |
|                       |     |     |     |     |     |     |     |     |     |     |     |     |   |      |
| Niederschlag (mm)     | 57  | 54  | 60  | 129 | 93  | 85  | 97  | 78  | 87  | 129 | 85  | 65  | Σ | 1019 |

| −8 |

| −15 |

| −4 |

| −2 |

| 3 |

| 9 |

| 12 |

| 15 |

| 12 |

| 3 |

| 1 |

| −2 |

| −8 |

| −15 |

| −4 |

| −2 |

| 3 |

| 9 |

| 12 |

| 15 |

| 12 |

| 3 |

| 1 |

| −2 |

## State Parks
Das Besucherbüro wirbt für fünf State Parks. Ein sechster State Park befindet sich auf Detroit Island und hat keinen Zugang zur Fähre.